# Куанпамаш
Куанпамаш (мар. Кӱан Памаш) — деревня в Новоторъяльском районе Республики Марий Эл. Входит в состав Масканурского сельского поселения.

## География
Находится в северо-восточной части республики Марий Эл на расстоянии приблизительно 11 км по прямой на северо-запад от районного центра посёлка Новый Торъял.

## История
Упоминается с 1834 года, когда в селении насчитывалось 6 дворов, 66 жителей, ясачные крестьяне, все новокрещёные черемисы. В 1884 году здесь насчитывалось 28 дворов, 150 человек. В 1925 году здесь проживали 161 мариец и 10 русских. В 1939 году в деревне проживали 179 жителей. В 1970 году проживали 162 жителя. В 1981 году хозяйств числилось 32, населения — 102 человека. В 2002 году в деревне насчитывалось 76 дворов. В советское время работали колхозы «Яндар памаш», имени Бастракова и «Памяти Ленина».

## Население
Население составляло 236 человек (мари 98 %) в 2002 году, 212 в 2010.